# Fatma Taspinar
Fatma Taspinar (Lier, 5 december 1982), is een Belgische journaliste en presentatrice bij de VRT. Ze presenteert Het Journaal.

## Biografie
Taspinar is van Turkse afkomst. Haar ouders migreerden naar België vanuit een dorpje in een arme boerenstreek in het noordoosten van Turkije, vlak bij de Georgische grens. Ze werd geboren in Lier en groeide er op. Taspinar studeerde Criminologie aan de Universiteit van Leuven en aansluitend een jaar Journalistiek aan de VLEKHO.
Haar mediacarrière begon ze als redacteur bij Reyers laat en als nieuwslezeres bij Studio Brussel en Radio 1. Later werd ze een van de justitiespecialisten van de nieuwsdienst. In 2018 presenteerde zij haar eerste televisieprogramma Mij overkomt het niet, waarin Taspinar praatte met zes mensen die ongewild een ongeluk veroorzaakten, en als dader of "veroorzaker" door het leven moeten. In 2019 volgde hiervan een tweede seizoen. Sinds 1 september 2018 is Taspinar deeltijds een van de presentatoren van het korte en laatavondjournaal op Eén. Ze werd zo de eerste journaalanker bij de VRT met een migratieachtergrond. Op 10 april 2021 presenteerde ze haar eerste Journaal van 19 uur.
In 2014 en 2020 deed ze mee aan De Slimste Mens ter Wereld, waar ze bij haar eerste deelname na een aflevering afviel en de tweede keer na twee afleveringen.
In 2020 en 2023 presenteerde ze De Cel Vermiste Personen, een documentairereeks op VRT 1 over de gelijknamige politiedienst. Ze ging hiervoor mee op pad met het team tijdens zoekacties en interviewde rechercheurs.
Voor het boek Hoelang is levenslang? ging ze in dialoog met topadvocaten Sven Mary en Walter Damen over rechtspraak. Het werd uitgebracht in juni 2023.
In 2024 en 2025 presenteerde ze, samen met Xavier Taveirne, de prijsuitreiking van de Ensors.
Na haar moederschapsrust in 2025 verliet ze de justitieredactie en werd ze, naast nieuwslezer, presentatrice van De Afspraak, afwisselend met Bart Schols.

## Privé
Taspinar vormt een koppel met de Belgische intensivist Geert Meyfroidt. Samen hebben ze een dochter (2025).